# Césarches
Césarches is een gemeente in het Franse departement Savoie in de regio Auvergne-Rhône-Alpes en telt 357 inwoners (1999). De plaats maakt deel uit van het arrondissement Albertville.

## Geschiedenis
Césarches maakte deel uit van het kanton Albertville-Nord tot dit op 22 maart 2025 werd opgeheven en de gemeente werd opgenomen in het kanton Ugine.

## Geografie
De oppervlakte van Césarches bedraagt 2,9 km², de bevolkingsdichtheid is 123,1 inwoners per km².
De onderstaande kaart toont de ligging van Césarches met de belangrijkste infrastructuur en aangrenzende gemeenten.

## Demografie
Onderstaande figuur toont het verloop van het inwonertal.
Beaufort · Césarches · Cohennoz · Crest-Voland · Flumet · La Giettaz · Hauteluce · Marthod · Notre-Dame-de-Bellecombe · Pallud · Queige · Saint-Nicolas-la-Chapelle · Thénésol · Ugine · Venthon · Villard-sur-Doron